# Operador adjunt
En matemàtiques, l'adjunt d'un operador, si existeix, és un nou operador definit en un espai vectorial sobre el cos dels nombres reals o dels complexos, dotat d'un producte escalar. Hom diu que un tal espai és prehilbertià.
Si l'operador inicial és continu i si l'espai vectorial és complet, llavors l'adjunt sempre està definit. Aquestes condicions sempre es compleixen en dimensió finita. L'aplicació que assigna un operador al seu adjunt és semilineal, contínua i bijectiva. Addicionalment, és una isometria involutiva. L'espai dels operadors es descompon en dos subespais vectorials suplementaris i ortogonals. Són els espais propis de l'aplicació associats als valors propis 1 i -1.
Alguns operadors disposen d'una compatibilitat amb el producte escalar. Aquest és el cas si un operador commuta amb el seu adjunt. Llavors hom diu que és un operador normal. Tres casos importants són els operadors autoadjunts (adjunts d'ells mateixos), els operadors antiautoadjunts (adjunts del seu oposat) i els operadors unitaris (inversos del seu adjunt). Sobre un espai vectorial real, els termes emprats són, respectivament: simètric, antisimètric i ortogonal.
La noció d'operador adjunt té nombroses aplicacions. En dimensió finita i sobre el cos dels complexos, l'estructura dels endomorfismes normals és simple, ja que són diagonalitzables sobre una base ortonormal. El cas de dimensió infinita és més complex. Aquest concepte és important en anàlisi funcional. El cas autoadjunt és de particular importància, perquè proveeix del marc més senzill per la teoria espectral. En la teoria dels operadors, una C*-àlgebra és un espai de Banach dotat d'una llei de composició interna anàloga a la composició d'operadors, i d'una operació estrella que té les mateixes propietats que l'aplicació que assigna un operador al seu adjunt.

## Definicions
L'adjunt d'un operador és una noció que correspon a situacions molt diferents. Aquesta noció pot aplicar-se en el cas d'un espai euclidià o d'un espai hermític, és a dir, en dimensió finita. També pot referir-se al context més simple de l'anàlisi funcional, és a dir, dins un espai de Hilbert o d'un espai prehilbertià. Finalment, també pot aplicar-se a un marc més general dels espais de Banach. Per aquesta raó coexisteixen dues definicions.

### Prehilbertià
Aquesta definició cobreix a la pràctica dos marcs teòrics lleugerament diferents: el cas de dimensió finita, i el cas en què no es fa cap hipòtesi sobre la dimensió. Així, correspon a un primer cas d'anàlisi funcional, el més senzill. En general, l'espai vectorial escollit és un espai de Hilbert, és a dir, un espai prehilbertià complet. Com que és relativament fàcil completar un espai prehilbertià i els teoremes que hom disposa són molt més nombrosos, aquest àmbit és utilitzat a bastament. Aquests dos casos es poden contemplar amb una sola definició:
| Sigui H un espai prehilbertià sobre un cos {\displaystyle \mathbb {K} } igual al dels reals {\displaystyle \mathbb {R} } o al dels complexos {\displaystyle \mathbb {C} }. Notem per {\displaystyle \langle \cdot ,\cdot \rangle } el producte escalar. Siguin {\displaystyle a} i {\displaystyle a^{*}} dos operadors sobre H. L'operador {\displaystyle a^{*}} es diu adjunt de {\displaystyle a} si: {\displaystyle \forall x,y\in H\quad \langle a(x),y\rangle =\langle x,a^{*}(y)\rangle } |

Hom acostuma a simbolitzar per * l'adjunt d'un operador.

### C*-àlgebra
Com es mostra en aquest article, l'aplicació *, que associa un endomorfisme al seu adjunt, és una aplicació semilineal de l'espai d'endomorfismes. Aquest espai disposa, amb la composició dels endomorfismes, d'una estructura d'àlgebra. Una aplicació * que té les mateixes característiques que l'aplicació adjunta i definida sobre una àlgebra és el marc d'una estructura anomenada C*-àlgebra. La imatge d'un element a per l'aplicació * s'anomena adjunt de a.

### Banach
En anàlisi funcional, no tots els espais tenen un producte escalar. Tanmateix, l'aproximació pels adjunts encara té sentit. L'operador a té propietats més febles que les del paràgraf anterior.
En el cas general, ja no està fitat; és a dir, no existeix necessàriament un suprem de la norma de la imatge d'un vector de la bola unitat. Així, la derivada d'una funció de variable real en el conjunt real té suport compacte, infinitament diferenciable, i afitat. Aquest espai, amb la norma de la convergència uniforme, és important per la definició de les distribucions. La derivada és un operador lineal no fitat que té un rol important en anàlisi funcional.
Un operador a no té per què estar definit sobre tot l'espai de Banach. Així, la funció derivada no està definida per tota funció de l'interval (-1/2, 1/2) de ℝ i integrable en valor absolut. Per la mateixa raó que hem vist abans, encara té sentit considerar aquest operador.
En aquest paràgraf, E i F designen dos espais de Banach, a és un operador no fitat de E cap a F, i E* i F* denoten els espais duals de E i F (entenent «dual» com a «dual topològic»). El terme D(a) denota el domini de a, és a dir, el subespai vectorial sobre el qual a està definit. Suposem que aquest domi és dens dins E. La notació <·,·>E (resp. <·,·>F) denota el claudàtor de dualitat, que correspon a l'aplicació bilineal de E*×E (resp. F*×F) que, a un parell configurat per una forma lineal i un vector de E (resp. F) li associa un escalar.
| El domini denotat per D(a*) de l'operador adjunt de a és el següent subconjunt de F*: {\displaystyle {\mathcal {D}}(a^{*})=\{y^{*}\in F^{*},\;\exists c\geq 0,\;\forall x\in {\mathcal {D}}(a)\quad \|\langle y^{*},a(x)\rangle _{F}\|\leq c\\|x\\|\}} |

Això permet definir el següent:
| L'operador adjunt a* de a és l'operador de D(a*) dins E* que verifica la igualtat: {\displaystyle \forall x\in {\mathcal {D}}(a),\;\forall y^{*}\in {\mathcal {D}}(a^{*})\quad \langle y^{*},a(x)\rangle _{F}=\langle a^{*}(y^{*}),x\rangle _{E}} |

Habitualment, {\displaystyle F=E}; en aquest cas l'adjunt és un operador de E*.

## Espai de Hilbert
En aquesta secció, suposarem que H és un espai de Hilbert, és a dir, un espai prehilbertià complet. En aquest cas, el dual topològic s'identifica amb l'espai H. Els resultats obtinguts en el cas de les formes bilineals s'apliquen sense gaire modificacions.
El cas de dimensió finita és una mica més senzill, ja que tota aplicació lineal és contínua, i l'isomorfisme entre un espai i el seu dual és més evident.
Observació: En el cas en què el cos subjacent a H sigui el dels complexos, el producte escalar és sesquilineal. En aquest article, suposarem que la forma és lineal en la primera variable i antilineal per la segona. El conjugat d'un escalar {\displaystyle \lambda } es denota per {\displaystyle {\bar {\lambda }}} en aquest article. Si no es diu el contrari, els enunciats estan expressats pels espais complexos. Continuen essent certs pels reals, on l'aplicació de conjugació esdevé la identitat.

### Existència i unicitat
| Tot operador sobre H admet un adjunt (únic). |

En efecte, sigui a un operador fitat. Sigui y un vector de H; llavors l'aplicació que envia un vector x cap a <a(x)|y> és una forma bilineal contínua. El teorema de representació de Riesz garanteix l'existència d'un vector z (únic) tal que aquesta forma lineal contínua coincideix amb l'aplicació que envia x a <x|z>. L'aplicació a* que envia y cap a z és l'adjunt de a.
Recíprocament si dues aplicacions qualssevol {\displaystyle a,a^{*}:H\to H} verifiquen
{\displaystyle \forall x,y\in H\quad \langle a(x),y\rangle =\langle x,a^{*}(y)\rangle }
llavors {\displaystyle a,a^{*}\,} són totes dues lineals i contínues.
Vegem-ho per exemple per {\displaystyle a^{*}}. La linealitat és una conseqüència directa de les propietats de la bilinealitat i del fet que el producte escalar no és degenerat. Utilitzem:
{\displaystyle \forall x,y_{1},y_{2}\in H,\;\forall \lambda \in \mathbb {K} \quad (x|a^{*}(y_{1}+\lambda y_{2}))=(a(x)|y_{1}+\lambda y_{2})=(a(x)|y_{1})+{\bar {\lambda }}(a(x)|y_{2})}
i d'aquí deduïm que
{\displaystyle (x|a^{*}(y_{1}+\lambda y_{2}))=(x|a^{*}(y_{1}))+(x|\lambda a^{*}(y_{2}))}
d'on obtenim

(1){\displaystyle (x|a^{*}(y_{1})+\lambda a^{*}(y_{2})-a^{*}(y_{1}+\lambda y_{2}))=0\;}

La igualtat (1) és certa per qualsevol valor de x, la qual cosa implica que el terme de la dreta és nul. Això demostra la linealitat de a*.
Per veure la continuïtat de {\displaystyle a^{*}} n'hi ha prou, arran del teorema de la gràfica tancada, amb veure que si xn tendeix cap a x i si a*(xn) tendeix cap a y, llavors a*(x)=y. Aquestes dues hipòtesis impliquen (utilitzant l'equació d'adjunció) que per tot z, <z,a*(xn)> tendeix alhora cap a <z,a*(x)> i cap a <z,y>, d'on podem deduir que a*(x)-y és nul (i per tant ortogonal a tot z).

### Propietats elementals
En molts aspectes, l'adjunt és una imatge mirall de l'operador.
| L'adjunt de l'operador a és lineal. |

Aquest resultat (que no fa servir la linealitat de a) l'hem demostrat més amunt.
En dimensió finita, la matriu de l'adjunt és igual a la transposada de la matriu conjugada de a.
Si l'operador a és fitat, llavors l'adjunt també ho és, i la norma operacional de a és igual a la de l'adjunt.
Aquí, el terme «fitat» significa que la imatge de la bola unitat és fitada. Un operador és fitat si i només si és continu.
Hem demostrat abans la continuïtat de l'adjunt a partir del teorema de la gràfica tancada, sense suposar que a és tancat. Amb la hipòtesi que a és fitat, la demostració és més senzilla: n'hi ha prou amb veure que la norma de a (i la del seu adjunt) és igual a la norma de la forma bilineal o sesquilineal que a x i y els associa (a(x) | y) = (x | a*(y)).
La norma de la composició de a amb el seu adjunt és igual al quadrat de la norma de a:
{\displaystyle \|a\circ a^{*}\|=\|a\|^{2}=\|a^{*}\|^{2}}

### Ortogonalitat
Les propietats d'ortogonalitat associades a les formes bilineals es presenten en el següent context:
| El nucli de a és igual a l'ortogonal de la imatge de a*, i el nucli de a* és igual a l'ortogonal de la imatge de a: {\displaystyle {\text{Ker}}\,a=({\text{Im}}\,a^{*})^{\bot }\quad {\text{i}}\quad {\text{Ker}}\,a^{*}=({\text{Im}}\,a)^{\bot }} |

Un corol·lari immediat és que, en dimensió finita, a i a* tenen el mateix rang, perquè l'ortogonal d'un espai vectorial tancat és un subespai complementari. En el cas de dimensió infinita, si a és injectiu, llavors a* té una imatge densa dins H, la qual cosa no vol dir que a* sigui exhaustiu.
Una demostració anàloga permet establir el resultat següent:
| L'ortogonal del nucli de a és igual a l'adherència de la imatge de l'adjunt de a. Addicionalment, l'adherència de la imatge de a és l'ortogonal del nucli de l'adjunt. {\displaystyle ({\text{Ker}}\,a)^{\bot }={\overline {{\text{Im}}\,a^{*}}}\quad {\text{i}}\quad ({\text{Ker}}\,a^{*})^{\bot }={\overline {{\text{Im}}\,a}}} |

L'adherència d'un conjunt E és el conjunt tancat més petit que el conté, simbolitzat per {\displaystyle {\overline {E}}}. En dimensió finita, tot subespai és tancat, i l'ortogonal del nucli de a és igual a la imatge de l'adjunt de a.
| Sigui E un subespai invariant per a. Llavors l'ortogonal de E és invariant per a*. |

### Aplicació adjunta
És possible considerar l'aplicació *  de L(H) en ell mateix, que a l'operador a li associa l'adjunt a*. L'espai de partida L(H) no només està dotat d'una estructura d'espai vectorial, sinó també d'una àlgebra associativa amb la llei de composició com a producte intern. També és possible considerar un altre producte intern {\displaystyle \scriptstyle \star } definit per:
{\displaystyle \forall a,b\in {\mathcal {L}}(H)\quad a\star b=b\circ a}
L'espai L(H)op denota l'àlgebra L(H) dotada de la multiplicació {\displaystyle \scriptstyle \star }: 
| L'aplicació adjunta és un isomorfisme isomètric antilineal d'àlgebres entre L(H) i L(H)op. |

L'afirmació de què l'aplicació adjunta és un isomorfisme d'àlgebres significa que, a més de conservar-se la linealitat, també es verifica la propietat següent:
{\displaystyle \forall a,b\in {\mathcal {L}}(H)\quad (a\circ b)^{*}=b^{*}\circ a^{*}}
| L'aplicació adjunta és involutiva. Aquesta propietat significa que >{\displaystyle \forall a\in {\mathcal {L}}(H)\quad a^{**}=a}. |

En dimensió finita, una involució és una simetria; és a dir, és un endomorfisme diagonalitzable de valors propis 1 i -1, i amb dos espais propis suplementaris (un espai propi per a cada valor propi). Aquesta propietat és general per qualsevol espai de Hilbert.
| L'espai L(H) admet dos subespais suplementaris que són espais propis per l'aplicació adjunta de valors propis 1 i -1. Un vector propi de valor propi associat 1 (resp. -1) s'anomena autoadjunt (resp. antisimètric). |

| En dimensió finita, l'espai propi de valor propi associat 1 (resp. -1) és de dimensió n(n + 1)/2 (resp. n(n - 1)/2), si n denota la dimensió de H. |

En dimensió finita, si el cos K és el dels nombres complexos, els endomorfismes autoadjunts i antisimètrics són diagonalitzables; és a dir, existeix una base de E de vectors propis. Aquesta propietat és certa per tots els operadors normals, és a dir, que commuten amb el seu adjunt. Els automorfismes ortogonals (aquells que conserven el producte escalar) són normals i, per tant, diagonalitzables.
Si el cos K és el dels nombres reals, els endomorfismes autoadjunts sempre són diagonalitzables.

### Espectre
L'espectre d'un operador a és el conjunt dels escalars λ tals que l'aplicació a - λ·Id no és bijectiva (Id denota l'aplicació identitat). En dimensió finita és el conjunt dels valors propis. En dimensió infinita, aquest conjunt pot ser més gran (vegeu l'article Espectre (anàlisi funcional)).
| L'espectre de l'operador a* és el conjugat de l'espectre de a. |

Existeixen propietats addicionals si H és de dimensió finita:
| Si H és de dimensió finita, el determinant (resp. el polinomi característic) de a* és el conjugat del determinant de a. |

| Si H és de dimensió finita, el polinomi mínim de a* és el conjugat del polinomi mínim de a. |

Com a conseqüència, si λ és un valor propi de multiplicitat m de l'operador a (és a dir, si λ és una arrel d'ordre m del seu polinomi característic), llavors el conjugat de λ és un valor propi de multiplicitat m de l'operador a*. De la mateixa forma, si λ és una arrel d'ordre m del polinomi mínim de a (és a dir, si m és el menor enter tal que el nucli de (a -λId)m és igual al nucli de (a -λId)m+1), llavors el conjugat de λ és una arrel d'ordre m del polinomi mínim de a*.

## Espai de Banach
Existeixen diverses propietats vàlides per espais de Hilbert que poden ésser generalitzades. L'anàlisi de l'adjunt d'un operador en el marc més general dels espais de Banach posseeix certes analogies amb el cas precedent. Tanmateix, les tècniques emprades són lleugerament diferents. En aquesta secció, E i F denoten espais de Banach, i a és un operador no fitat de E cap a F.

### Existència i unicitat
Com hem vist anteriorment, tot operador a adment un únic adjunt. Més precisament:
| Per qualsevol operador no fitat a de D(a) de F, existeix un únic adjunt, i l'adjunt és lineal. |

La qüestió és ara conèixer si D(a*) és dens en el dual de F.
| Si a és un operador tancat, llavors per la topologia feble del dual de F, D(a*) és dens dins el dual de F. Si, a més, F és reflexiu, llavors D(a*) és dens per la topologia usual. |

### Continuïtat de l'adjunt
El teorema de la gràfica tancada diu que un operador a és continu si i només si la seva gràfica és tancada. La gràfica de a és el subespai vectorial de E×F formada pels punts (x, a(x)) quan x recorre D(a). Hom diu que un operador és tancat si la seva gràfica és tancada, i de la mateixa manera fitat o continu. Per una raó d'estil, és més freqüent parlar d'un operador no fitat tancat que d'un operador no tancat fitat, encara que aquestes dues expressions vulguin dir el mateix.
| Un operador no fitat a amb domini dens té un adjunt tancat. |

### Ortogonalitat
Si a és tancat i té domini dens, llavors les propietats d'ortogonalitat corresponents a la situació hilbertiana continuen essent certes:
El nucli de a és igual a l'ortogonal de la imatge de a*, i el nucli de a* és igual a l'ortogonal de la imatge de a:
{\displaystyle {\text{Ker}}\,a=({\text{Im}}\,a^{*})^{\bot }\quad {\text{i}}\quad {\text{Ker}}\,a^{*}=({\text{Im}}\,a)^{\bot }}
La situació és lleugerament diferent per l'ortogonal dels nuclis:
L'ortogonal del nucli de a conté l'adherència de la imatge de l'adjunt de a, i l'ortogonal del nucli de l'adjunt de a és l'adherència de la imatge de a:
{\displaystyle ({\text{Ker}}\,a)^{\bot }\supset {\overline {{\text{Im}}\,a^{*}}}\quad {\text{i}}\quad ({\text{Ker}}\,a^{*})^{\bot }={\overline {{\text{Im}}\,a}}}
Si l'espai E és reflexiu, llavors l'ortogonal del nucli de a és igual a l'adherència de la imatge de a*; en cas contrari, la igualtat no està assegurada.
| Amb les hipòtesis que a és tancat i amb domini dens, les següents propietats són equivalents: 1. La imatge de a és tancada. 2. La imatge de l'adjunt de a és tancada. 3. La imatge de a és l'ortogonal del nucli de l'adjunt. 4. La imatge de l'adjunt és l'ortogonal del nucli de a. |